# Эспланада (Даугавпилс)
Эсплана́да (латыш. Esplanāde) — район города Даугавпилса (Латвия), расположенный непосредственно к северо-западу от центра города. Население — около пяти тысяч человек (на 2013 год), что вводит его в шестёрку крупнейших по населению районов города.

## История

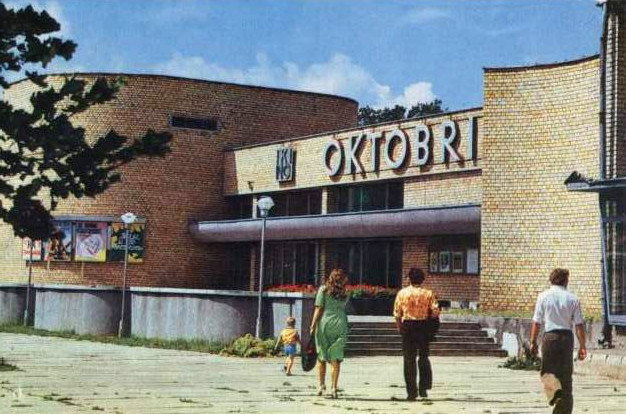
Кинотеатр «Октобрис»

Район расположен в периметре улиц Кандавас—Виенибас, части Балву, Циетокшня. Граничит с районами Крепость, Железнодорожник, Центр. Ранее это была граница города в жилищной застройке, далее к Крепости проходило открытое поле — эспланада.
Во второй половине 1950-х годов по улице Кандавас выстроен жилой массив, названный «Черёмушки» по аналогии с одноимённым московским районом. Построена средняя школа № 4 (ныне гимназия Центра) со своим стадионом, рядом находятся волейбольная школа и спортивный магазин «Sport 2000» (бывшее молодёжное кафе «Космос»). Главными улицами района стали Кандавас, Циетокшня (Крепостная, тогда — Суворова) и Виенибас (5-го Августа). В 1949 году по улице Суворова от центрального рынка до крепости была проведена ветка трамвая, пересекающая речку Шуницу. Дорогой к валам по эспланаде является нижняя дамба, в отличие от верхней дамбы по берегу Двины. В районе эспланады находятся также мебельный магазин, профсоюзная библиотека коммунальных предприятий, в 1977 построен кинотеатр «Октобрис», в 1991 — «Аустра» (позднее — «Ренессанс»). По краю встали три (5 августа) и две (Суворова) девятиэтажки. Гаражи на Балву, первая в городе автостоянка КБО (под неё частично вывозили кирпич взорванного Собора Александра Невского в 1969 году) на Балву, водолечебница по Балву.

## Современность
Имеется Музыкальный колледж, Даугавпилсская городская гимназия Центра, Даугавпилсский многофункциональный спортивный комплекс, спорткомплекс с бассейном Даугавпилсского университета, Латгальский зоопарк, супермаркет Максима, один из первых в городе этой сети магазинов. Кафе «Космос» перестроено в 1999—2000 в двухэтажный магазин «Диттон Буве», затем «Мейстарс», «Сантех», ресторан быстрого питания «Subburger», магазин напитков «Cosmos», кинотеатр «Ренессанс» (бывший «Октобрис», закрыт в 2010 году), научный центр «Зили Бриинуми» (на месте бывшего кинотеатра).
Через район курсируют трамвайный маршрут № 3 и городские автобусные маршруты № 4, 5, 13, 17, 17А, маршрутное такси 13а.